# Громико Андрій Андрійович
Андрі́й Андрі́йович Громи́ко (білор. Андрэй Андрэевіч Грамыка; рос. Андрей Андреевич Громыко; 5 (18) липня 1909, Старі Громики, Речковська волость, Могильовська губернія, Російська імперія — 2 липня 1989, Москва, РРФСР, СРСР) — радянський дипломат білоруського походження, міністр закордонних справ СРСР (1957—1985). З 1952 до 1956 — кандидат у члени ЦК КПРС. З 1956 до 1989 — член ЦК КПРС. З 27 квітня 1973 до 30 вересня 1988 року — член Політбюро ЦК КПРС. Депутат Верховної Ради СРСР 2-го, 5-11-го скликань (у 1946—1950 і 1958—1989).

## Життєпис
Походив зі збіднілого, білоруського шляхетського роду, відомого від початку XVI ст., одна з гілок якого — відомий український старшинський рід Громики, велику частину якого за часів Російської імперії було переведено в податні стани. В офіційних біографіях зазначалося селянське походження і те, що його батько був селянином, який працював на заводі. Навчався в профтехшколі, технікумі.
У 1932 закінчив Білоруський державний інститут народного господарства, а в 1936 — аспірантуру Всесоюзного науково-дослідного інституту економіки сільського господарства в Москві. З 1936 — старший науковий співробітник Інституту економіки АН СРСР.
З 1939 — в Наркоматі закордонних справ (НКЗС) СРСР. У 1939 — завідувач Відділу американських країн НКЗС.
З 1939 до 1943 — радник повпредства СРСР у США. З 1943 до 1946 — посол СРСР у США й одночасно посланник СРСР на Кубі. З 1946 до 1948 — постійний представник СРСР у Раді Безпеки ООН.
З 1946 до 1949 — заступник міністра закордонних справ СРСР. З 1949 до 1952 — 1-й заступник міністра закордонних справ СРСР.
З червня 1952 до квітня 1953 — посол СРСР у Великій Британії. З березня 1953 до лютого 1957 — 1-й заступник міністра закордонних справ СРСР.
З 15 лютого 1957 до 2 липня 1985 року — міністр закордонних справ СРСР. 28-річне перебування на посаді міністра закордонних справ — найдовше в XX столітті у світі. Одночасно з 24 березня 1983 до 2 липня 1985 року — 1-й заступник голови Ради Міністрів СРСР.
З 2 липня 1985 до 1 жовтня 1988 року — голова Президії Верховної Ради СРСР; після смерті К. У. Черненка на цей пост було обрано Громика, а не нового Генсека ЦК КПРС М. С. Горбачова, всупереч усталеній у 1977—1985 традиції суміщення цих посад. Вересневий (1988) пленум ЦК дав генеральному секретареві (Горбачову) рекомендацію виставити свою кандидатуру на вакантну у зв'язку з переходом А. Громика на пенсію посаду голови президії ВР СРСР. Зі жовтня 1988 — на пенсії.
Після його смерті в Гомелі відбувся траурний мітинг, в центрі міста встановлено бюст.

## Родина
- Батько — Андрій Матвійович Громико.
- Мати — Ольга Євгенічна Бекаревич.
  - Брати — Олексій, Федір та Дмитро, усі троє брати участь у німецько-радянській війні та загинули у боях.
  - Сестра — Марія Андріївна Громико (Петренко).
- Дружина - Лідія Дмитрівна Гріневич (1911—2004).
- Син - Анатолій (1932—2017) — дипломат і вчений-міжнародник, фахівець з американістики, африканістики, міжнародних відносин. Кандидат юридичних наук, доктор історичних наук, професор, член-кореспондент АН СРСР (1981).
  - Внуки — Ігор, Олексій та Ганна.
- Донька Емілія Громико-Пірамідова (1937), кандидатка історичних наук, дружина дипломата Олександра Пірамідова.
  - Внуки — Андрій та Лідія.

## Відзнаки
Двічі Герой Соціалістичної Праці (1969, 1979). Лауреат Ленінської (1982) і Державної (1984) премій СРСР. Доктор економічних наук (1956).